# Izvornik
Izvornik (bulgariska: Изворник) är ett distrikt i Bulgarien.   Det ligger i kommunen Obsjtina Văltjidol och regionen Oblast Varna, i den nordöstra delen av landet, 300 km öster om huvudstaden Sofia.
Trakten runt Izvornik består till största delen av jordbruksmark. Runt Izvornik är det ganska glesbefolkat, med 29 invånare per kvadratkilometer.